# Corynabutilon ceratocarpum
Corynabutilon ceratocarpum är en malvaväxtart som först beskrevs av William Jackson Hooker och Arn., och fick sitt nu gällande namn av Thomas Henry Kearney. Corynabutilon ceratocarpum ingår i släktet Corynabutilon och familjen malvaväxter. Inga underarter finns listade i Catalogue of Life.